# Adam Burda
Adam Burda (* 10. Juni 1999) ist ein polnischer Leichtathlet, der sich auf den Sprint spezialisiert hat.

## Sportliche Laufbahn
Erste Erfahrungen bei internationalen Meisterschaften sammelte Adam Burda im Jahr 2017, als er bei den U20-Europameisterschaften in Grosseto mit der polnischen 4-mal-100-Meter-Staffel mit 42,27 s im Vorlauf ausschied. 2023 startete er mit der Staffel bei den Weltmeisterschaften in Budapest und kam dort im Vorlauf nicht ins Ziel.
In den Jahren 2019 und 2023 wurde Burda polnischer Meister in der 4-mal-100-Meter-Staffel.

## Persönliche Bestzeiten
- 100 Meter: 10,52 s (+0,2 m/s), 4. Juni 2023 in Chorzów
  - 60 Meter (Halle): 6,71 s, 29. Januar 2023 in Toruń